# Heliotropium esfahanicum
Heliotropium esfahanicum är en strävbladig växtart som beskrevs av M. Khatamsaz. Heliotropium esfahanicum ingår i Heliotropsläktet som ingår i familjen strävbladiga växter. Inga underarter finns listade i Catalogue of Life.